# Палац Коритовських (Плотича)
Палац Коритовських — будівля, пам'ятка архітектури національного значення (охоронний номер 209) у селі Плотичі Тернопільської области.

## Історія та відомості
Збудований у 1720 році родиною Коритовських.
До Другої світової війни неподалік палацу розташовувалися два надгробки XVIII століття вірменською та турецькою мовами.
Раніше будівлю використовувався для потреб протуберкульозної лікарні, нині в ній функціонує хоспіс.